# 사야노-슈셴스카야 수력 발전소

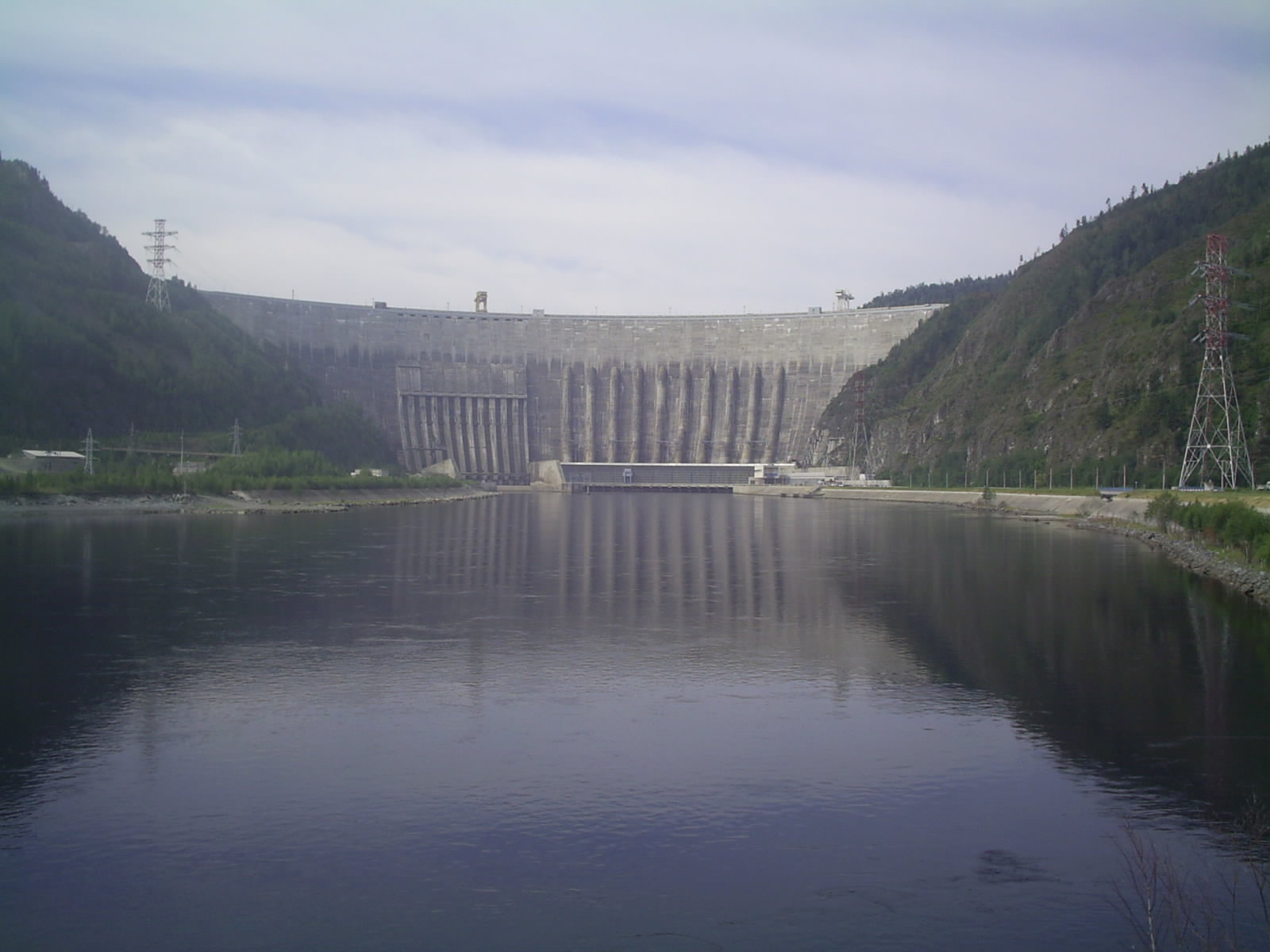
사야노-슈셴스카야 수력 발전소 (2007년)

사야노-슈셴스카야 수력 발전소(러시아어: Сая́но-Шу́шенская гидроэлектроста́нция 사야노-슈셴스카야 기드로엘렉트로스탄치야[*], 영어: Sayano–Shushenskaya hydroelectric power station)는 러시아 사야노고르스크의 예니세이 강 유역에 있는 수력 발전소이며, 하카스 공화국과 크라스노야르스크 지방의 경계에 위치한다. 평균 전력 생산량 기준 러시아 최대의 수력 발전소이며, 세계 수력 발전소 가운데 5위의 규모이다.
그러나 2009년 8월 17일 폭발 사고로 인해 70여명의 사상자가 발생하고, 크게 파괴되어 시베리아 지역 일대가 정전되었다.